# Buchilași, Prahova
Buchilași este un sat în comuna Râfov din județul Prahova, Muntenia, România.